# Lophopoeum w-flavum
Lophopoeum w-flavum är en skalbaggsart som beskrevs av Bates 1885. Lophopoeum w-flavum ingår i släktet Lophopoeum och familjen långhorningar.
Artens utbredningsområde är Panama. Inga underarter finns listade i Catalogue of Life.